# Trio Kolenka
Das Trio Kolenka war ein Schlagertrio, das 1961 mit der deutschen Version des Billy-Vaughn-Titels Wheels einen Top-10-Erfolg in den deutschen Charts hatte.

## Hintergrund
Das Wort Kolenka entstand aus den Anfangsbuchstaben der drei Gruppenmitglieder: Peter Cornehlsen, Michael Lengauer und Reni Kamberg.
Ein zweites und letztes Mal erreichte das Trio mit dem Titel Du, du liegst mir im Herzen die Charts.

## Diskografie
Singles
- 1961: Du, du liegst mir im Herzen / Weit, weit übers Meer (Philips 345 287)
- 1961: Vier Schimmel, ein Wagen (Hüh-a-hoh) (Wheels) / Du, du liegst mir im Herzen (Glaub mir) (Philips 345 299)
- 1962: Esel-Melodie (Jassu) / Ohne Schloss und ohne Krone (Philips 345 322)
- 1962: Schön ist das Leben in Mexiko (Eil dich, mein Muli) / Ich fahr’ mit dir (Should I?) (Philips 345 341)
- 1964: Paff, der Zauberdrachen (Puff, the Magic Dragon) / 1 × 1 = 1 (Ein mal eins ist eins) (Philips 345 691)